# Bytharia angusticincta
Bytharia angusticincta là một loài bướm đêm trong họ Geometridae.